# Superliga de Colombia 2020
La Superliga de Colombia 2020 (oficialmente y por motivos de patrocinio, Superliga Águila 2020) fue la novena edición (9.a) del torneo oficial de fútbol colombiano que enfrenta a los campeones de la Temporada 2019 del fútbol colombiano en la Categoría Primera A, los días 8 y 11 de septiembre. En este caso, Junior, campeón del Apertura 2019, contra América de Cali, campeón del Finalización 2019. En esta serie por primera vez no hubo espectadores para evitar contagios de COVID-19.
En esta edición se decidió cambiar de fecha y establecer una final a único partido por primera vez en 8 años. Sin embargo, la División Mayor del Fútbol Colombiano decidió una vez más disputar el torneo en fechas de ida y vuelta.
Junior se coronó campeón al derrotar 2-0 a América de Cali después de perder 1-2 el partido de ida, obteniendo así su segundo título en este certamen.

## Cambio de formato y fecha
El presidente de la Dimayor, Jorge Enrique Vélez, decidió que esta edición no se jugase en enero debido a la realización del Torneo Preolímpico Sudamericano de 2020. Además, manifestó la posibilidad de jugar el torneo a partido único en sede neutral.

## Llave
| Bandera del Departamento del Atlántico | vs. |                       |
| -------------------------------------- | --- | --------------------- |
| Junior 1 2 3                           | vs. | América de Cali 2 0 2 |

## Participantes
|   | Equipo          | Vía de clasificación                                   | Fecha de clasificación | Participaciones | Última participación | Mejor desempeño |
| - | --------------- | ------------------------------------------------------ | ---------------------- | --------------- | -------------------- | --------------- |
| 1 | Junior          | Campeón Torneo Apertura 2019 (9.º título de Liga)      | 12 de junio de 2019    | 2               | 2019                 | Campeón 2019    |
| 2 | America de Cali | Campeón Torneo Finalización 2019 ( 14° título de Liga) | 7 de diciembre de 2019 | Debutante       | Debutante            | Debutante       |

## Sedes
| Barranquilla             | Cali                              |
| ------------------------ | --------------------------------- |
| Estadio Romelio Martínez | Estadio Olímpico Pascual Guerrero |
| Capacidad: 8.600         | Capacidad: 46.400                 |
|                          |                                   |

## Partidos

### Partido de ida
| 1     | POR   | Sebastián Viera       |  |
| 27    | DEF   | Fabián Viáfara        |  |
| 24    | DEF   | Daniel Rosero         |  |
| 16    | DEF   | Germán Mera           |  |
| 17    | DEF   | Gabriel Fuentes       |  |
| 18    | MED   | Didier Moreno         |  |
| 14    | MED   | Leonardo Pico 83'     |  |
| 10    | MED   | Luis González 30'     |  |
| 29    | DEL   | Teófilo Gutiérrez 53' |  |
| 19    | DEL   | Carmelo Valencia      |  |
| 9     | DEL   | Miguel Borja 53'      |  |
| D. T. | D. T. | Julio Comesaña        |  |

| 12    | POR   | Eder Chaux         |  |
| 3     | DEF   | Edwin Velasco      |  |
| 16    | DEF   | Juan Pablo Segovia |  |
| 2     | DEF   | Marlon Torres      |  |
| 13    | DEF   | Daniel Quiñones    |  |
| 15    | MED   | Rafael Carrascal   |  |
| 19    | MED   | Luis Alejandro Paz |  |
| 11    | MED   | Duván Vergara      |  |
| 4     | DEL   | Carlos Sierra      |  |
| 7     | DEL   | Jhon Arias         |  |
| 20    | DEL   | Adrián Ramos       |  |
| D. T. | D. T. | Juan Cruz Real     |  |

| 4  | DEF | Willer Ditta  | 30’' |
| 5  | DEF | David Murillo | 53’' |
| 7  | DEL | Edwuin Cetre  | 53’' |
| 20 | MED | Larry Vásquez | 83’' |

| 1  | MED | Yesus Cabrera    | 46’ 84'' |
| 6  | DEL | Juan David Pérez | 61’'     |
| 8  | MED | Santiago Moreno  | 77’'     |
| 10 | MED | Rodrigo Ureña    | 84’'     |

| 4’ | 4' Miguel Borja | 1 |

| 81’ 82’ | Gabriel Fuentes · Duván Vergara | 2 |

| 30' · 36' · 90+1' | Teófilo Gutiérrez Didier Moreno Larry Vásquez |

| 56' · 68' · 69' | Juan Pablo Segovia Juan David Pérez Yesus Cabrera |

| Principal  | Andrés Rojas       |
| Asistentes | Miguel Roldán      |
|            | Herminzul Calderón |
| Cuarto     | Bismarks Santiago  |

|  |                    |     |     |
|  | Tiros              | 7   | 20  |
|  | Tiros a puerta     | 3   | 3   |
|  | Faltas             | 17  | 19  |
|  | Saques de esquina  | 1   | 4   |
|  | Posesión del balón | 30% | 70% |

| 1     | POR   | Sebastián Viera       |  |
| 27    | DEF   | Fabián Viáfara        |  |
| 24    | DEF   | Daniel Rosero         |  |
| 16    | DEF   | Germán Mera           |  |
| 17    | DEF   | Gabriel Fuentes       |  |
| 18    | MED   | Didier Moreno         |  |
| 14    | MED   | Leonardo Pico 83'     |  |
| 10    | MED   | Luis González 30'     |  |
| 29    | DEL   | Teófilo Gutiérrez 53' |  |
| 19    | DEL   | Carmelo Valencia      |  |
| 9     | DEL   | Miguel Borja 53'      |  |
| D. T. | D. T. | Julio Comesaña        |  |

| 12    | POR   | Eder Chaux         |  |
| 3     | DEF   | Edwin Velasco      |  |
| 16    | DEF   | Juan Pablo Segovia |  |
| 2     | DEF   | Marlon Torres      |  |
| 13    | DEF   | Daniel Quiñones    |  |
| 15    | MED   | Rafael Carrascal   |  |
| 19    | MED   | Luis Alejandro Paz |  |
| 11    | MED   | Duván Vergara      |  |
| 4     | DEL   | Carlos Sierra      |  |
| 7     | DEL   | Jhon Arias         |  |
| 20    | DEL   | Adrián Ramos       |  |
| D. T. | D. T. | Juan Cruz Real     |  |

| 4  | DEF | Willer Ditta  | 30’' |
| 5  | DEF | David Murillo | 53’' |
| 7  | DEL | Edwuin Cetre  | 53’' |
| 20 | MED | Larry Vásquez | 83’' |

| 1  | MED | Yesus Cabrera    | 46’ 84'' |
| 6  | DEL | Juan David Pérez | 61’'     |
| 8  | MED | Santiago Moreno  | 77’'     |
| 10 | MED | Rodrigo Ureña    | 84’'     |

| 4’ | 4' Miguel Borja | 1 |

| 81’ 82’ | Gabriel Fuentes · Duván Vergara | 2 |

| 30' · 36' · 90+1' | Teófilo Gutiérrez Didier Moreno Larry Vásquez |

| 56' · 68' · 69' | Juan Pablo Segovia Juan David Pérez Yesus Cabrera |

| Principal  | Andrés Rojas       |
| Asistentes | Miguel Roldán      |
|            | Herminzul Calderón |
| Cuarto     | Bismarks Santiago  |

|  |                    |     |     |
|  | Tiros              | 7   | 20  |
|  | Tiros a puerta     | 3   | 3   |
|  | Faltas             | 17  | 19  |
|  | Saques de esquina  | 1   | 4   |
|  | Posesión del balón | 30% | 70% |

| 1     | POR   | Sebastián Viera       |  |
| 27    | DEF   | Fabián Viáfara        |  |
| 24    | DEF   | Daniel Rosero         |  |
| 16    | DEF   | Germán Mera           |  |
| 17    | DEF   | Gabriel Fuentes       |  |
| 18    | MED   | Didier Moreno         |  |
| 14    | MED   | Leonardo Pico 83'     |  |
| 10    | MED   | Luis González 30'     |  |
| 29    | DEL   | Teófilo Gutiérrez 53' |  |
| 19    | DEL   | Carmelo Valencia      |  |
| 9     | DEL   | Miguel Borja 53'      |  |
| D. T. | D. T. | Julio Comesaña        |  |

| 12    | POR   | Eder Chaux         |  |
| 3     | DEF   | Edwin Velasco      |  |
| 16    | DEF   | Juan Pablo Segovia |  |
| 2     | DEF   | Marlon Torres      |  |
| 13    | DEF   | Daniel Quiñones    |  |
| 15    | MED   | Rafael Carrascal   |  |
| 19    | MED   | Luis Alejandro Paz |  |
| 11    | MED   | Duván Vergara      |  |
| 4     | DEL   | Carlos Sierra      |  |
| 7     | DEL   | Jhon Arias         |  |
| 20    | DEL   | Adrián Ramos       |  |
| D. T. | D. T. | Juan Cruz Real     |  |

| 4  | DEF | Willer Ditta  | 30’' |
| 5  | DEF | David Murillo | 53’' |
| 7  | DEL | Edwuin Cetre  | 53’' |
| 20 | MED | Larry Vásquez | 83’' |

| 1  | MED | Yesus Cabrera    | 46’ 84'' |
| 6  | DEL | Juan David Pérez | 61’'     |
| 8  | MED | Santiago Moreno  | 77’'     |
| 10 | MED | Rodrigo Ureña    | 84’'     |

| 4’ | 4' Miguel Borja | 1 |

| 81’ 82’ | Gabriel Fuentes · Duván Vergara | 2 |

| 30' · 36' · 90+1' | Teófilo Gutiérrez Didier Moreno Larry Vásquez |

| 56' · 68' · 69' | Juan Pablo Segovia Juan David Pérez Yesus Cabrera |

| Principal  | Andrés Rojas       |
| Asistentes | Miguel Roldán      |
|            | Herminzul Calderón |
| Cuarto     | Bismarks Santiago  |

|  |                    |     |     |
|  | Tiros              | 7   | 20  |
|  | Tiros a puerta     | 3   | 3   |
|  | Faltas             | 17  | 19  |
|  | Saques de esquina  | 1   | 4   |
|  | Posesión del balón | 30% | 70% |

| 1     | POR   | Sebastián Viera       |  |
| 27    | DEF   | Fabián Viáfara        |  |
| 24    | DEF   | Daniel Rosero         |  |
| 16    | DEF   | Germán Mera           |  |
| 17    | DEF   | Gabriel Fuentes       |  |
| 18    | MED   | Didier Moreno         |  |
| 14    | MED   | Leonardo Pico 83'     |  |
| 10    | MED   | Luis González 30'     |  |
| 29    | DEL   | Teófilo Gutiérrez 53' |  |
| 19    | DEL   | Carmelo Valencia      |  |
| 9     | DEL   | Miguel Borja 53'      |  |
| D. T. | D. T. | Julio Comesaña        |  |

| 12    | POR   | Eder Chaux         |  |
| 3     | DEF   | Edwin Velasco      |  |
| 16    | DEF   | Juan Pablo Segovia |  |
| 2     | DEF   | Marlon Torres      |  |
| 13    | DEF   | Daniel Quiñones    |  |
| 15    | MED   | Rafael Carrascal   |  |
| 19    | MED   | Luis Alejandro Paz |  |
| 11    | MED   | Duván Vergara      |  |
| 4     | DEL   | Carlos Sierra      |  |
| 7     | DEL   | Jhon Arias         |  |
| 20    | DEL   | Adrián Ramos       |  |
| D. T. | D. T. | Juan Cruz Real     |  |

| 4  | DEF | Willer Ditta  | 30’' |
| 5  | DEF | David Murillo | 53’' |
| 7  | DEL | Edwuin Cetre  | 53’' |
| 20 | MED | Larry Vásquez | 83’' |

| 1  | MED | Yesus Cabrera    | 46’ 84'' |
| 6  | DEL | Juan David Pérez | 61’'     |
| 8  | MED | Santiago Moreno  | 77’'     |
| 10 | MED | Rodrigo Ureña    | 84’'     |

| 4’ | 4' Miguel Borja | 1 |

| 81’ 82’ | Gabriel Fuentes · Duván Vergara | 2 |

| 30' · 36' · 90+1' | Teófilo Gutiérrez Didier Moreno Larry Vásquez |

| 56' · 68' · 69' | Juan Pablo Segovia Juan David Pérez Yesus Cabrera |

| Principal  | Andrés Rojas       |
| Asistentes | Miguel Roldán      |
|            | Herminzul Calderón |
| Cuarto     | Bismarks Santiago  |

|  |                    |     |     |
|  | Tiros              | 7   | 20  |
|  | Tiros a puerta     | 3   | 3   |
|  | Faltas             | 17  | 19  |
|  | Saques de esquina  | 1   | 4   |
|  | Posesión del balón | 30% | 70% |

### Partido de vuelta
| 13    | POR   | Eder Chaux         |  |
| 13    | DEF   | Daniel Quiñones    |  |
| 2     | DEF   | Marlon Torres      |  |
| 16    | DEF   | Juan Pablo Segovia |  |
| 3     | DEF   | Edwin Velasco      |  |
| 15    | MED   | Rafael Carrascal   |  |
| 19    | MED   | Luis Alejandro Paz |  |
| 4     | MED   | Carlos Sierra      |  |
| 7     | DEL   | Jhon Arias         |  |
| 20    | DEL   | Adrián Ramos       |  |
| 11    | DEL   | Duván Vergara      |  |
| D. T. | D. T. | Juan Cruz Real     |  |

| 1     | POR   | Sebastián Viera      |  |
| 17    | DEF   | Gabriel Fuentes      |  |
| 16    | DEF   | Germán Mera          |  |
| 24    | DEF   | Daniel Rosero        |  |
| 20    | DEF   | Marlon Piedrahíta    |  |
| 8     | MED   | Fredy Hinestroza 87' |  |
| 14    | MED   | Leonardo Pico        |  |
| 18    | MED   | Didier Moreno        |  |
| 10    | MED   | Luis González 90+3'  |  |
| 29    | DEL   | Teófilo Gutiérrez    |  |
| 9     | DEL   | Miguel Borja 70'     |  |
| D. T. | D. T. | Julio Comesaña       |  |

| 8  | DEL | Rodrigo Ureña    | 58 |
| 18 | DEL | Santiago Moreno  | 59 |
| 30 | DEF | Juan David Pérez | 89 |

| 19 | MED | Carmelo Valencia | 70   |
| 28 | MED | Edwuin Cetre     | 87   |
| 27 | DEL | Fabián Viáfara   | 90+3 |

| 4' 82' | Fredy Hinestroza 10' · Carmelo Valencia 82' | 2 |

| 53' · 59' · 83' · 90+2' · 90+7' | Fredy Hinestroza Teófilo Gutiérrez Carmelo Valencia Gabriel Fuentes Edwuin Cetre Didier Moreno |

| Principal  | Edilson Ariza     |
| Asistentes | Alejandro Gallego |
|            | John Gómez        |
| Cuarto     | Luis Trujillo     |

|  |                    |     |     |
|  | Tiros              | 11  | 12  |
|  | Tiros a puerta     | 4   | 2   |
|  | Faltas             | 13  | 21  |
|  | Saques de esquina  | 6   | 0   |
|  | Fueras de juego    | 1   | 2   |
|  | Posesión del balón | 63% | 37% |

| 13    | POR   | Eder Chaux         |  |
| 13    | DEF   | Daniel Quiñones    |  |
| 2     | DEF   | Marlon Torres      |  |
| 16    | DEF   | Juan Pablo Segovia |  |
| 3     | DEF   | Edwin Velasco      |  |
| 15    | MED   | Rafael Carrascal   |  |
| 19    | MED   | Luis Alejandro Paz |  |
| 4     | MED   | Carlos Sierra      |  |
| 7     | DEL   | Jhon Arias         |  |
| 20    | DEL   | Adrián Ramos       |  |
| 11    | DEL   | Duván Vergara      |  |
| D. T. | D. T. | Juan Cruz Real     |  |

| 1     | POR   | Sebastián Viera      |  |
| 17    | DEF   | Gabriel Fuentes      |  |
| 16    | DEF   | Germán Mera          |  |
| 24    | DEF   | Daniel Rosero        |  |
| 20    | DEF   | Marlon Piedrahíta    |  |
| 8     | MED   | Fredy Hinestroza 87' |  |
| 14    | MED   | Leonardo Pico        |  |
| 18    | MED   | Didier Moreno        |  |
| 10    | MED   | Luis González 90+3'  |  |
| 29    | DEL   | Teófilo Gutiérrez    |  |
| 9     | DEL   | Miguel Borja 70'     |  |
| D. T. | D. T. | Julio Comesaña       |  |

| 8  | DEL | Rodrigo Ureña    | 58 |
| 18 | DEL | Santiago Moreno  | 59 |
| 30 | DEF | Juan David Pérez | 89 |

| 19 | MED | Carmelo Valencia | 70   |
| 28 | MED | Edwuin Cetre     | 87   |
| 27 | DEL | Fabián Viáfara   | 90+3 |

| 4' 82' | Fredy Hinestroza 10' · Carmelo Valencia 82' | 2 |

| 53' · 59' · 83' · 90+2' · 90+7' | Fredy Hinestroza Teófilo Gutiérrez Carmelo Valencia Gabriel Fuentes Edwuin Cetre Didier Moreno |

| Principal  | Edilson Ariza     |
| Asistentes | Alejandro Gallego |
|            | John Gómez        |
| Cuarto     | Luis Trujillo     |

|  |                    |     |     |
|  | Tiros              | 11  | 12  |
|  | Tiros a puerta     | 4   | 2   |
|  | Faltas             | 13  | 21  |
|  | Saques de esquina  | 6   | 0   |
|  | Fueras de juego    | 1   | 2   |
|  | Posesión del balón | 63% | 37% |

| 13    | POR   | Eder Chaux         |  |
| 13    | DEF   | Daniel Quiñones    |  |
| 2     | DEF   | Marlon Torres      |  |
| 16    | DEF   | Juan Pablo Segovia |  |
| 3     | DEF   | Edwin Velasco      |  |
| 15    | MED   | Rafael Carrascal   |  |
| 19    | MED   | Luis Alejandro Paz |  |
| 4     | MED   | Carlos Sierra      |  |
| 7     | DEL   | Jhon Arias         |  |
| 20    | DEL   | Adrián Ramos       |  |
| 11    | DEL   | Duván Vergara      |  |
| D. T. | D. T. | Juan Cruz Real     |  |

| 1     | POR   | Sebastián Viera      |  |
| 17    | DEF   | Gabriel Fuentes      |  |
| 16    | DEF   | Germán Mera          |  |
| 24    | DEF   | Daniel Rosero        |  |
| 20    | DEF   | Marlon Piedrahíta    |  |
| 8     | MED   | Fredy Hinestroza 87' |  |
| 14    | MED   | Leonardo Pico        |  |
| 18    | MED   | Didier Moreno        |  |
| 10    | MED   | Luis González 90+3'  |  |
| 29    | DEL   | Teófilo Gutiérrez    |  |
| 9     | DEL   | Miguel Borja 70'     |  |
| D. T. | D. T. | Julio Comesaña       |  |

| 8  | DEL | Rodrigo Ureña    | 58 |
| 18 | DEL | Santiago Moreno  | 59 |
| 30 | DEF | Juan David Pérez | 89 |

| 19 | MED | Carmelo Valencia | 70   |
| 28 | MED | Edwuin Cetre     | 87   |
| 27 | DEL | Fabián Viáfara   | 90+3 |

| 4' 82' | Fredy Hinestroza 10' · Carmelo Valencia 82' | 2 |

| 53' · 59' · 83' · 90+2' · 90+7' | Fredy Hinestroza Teófilo Gutiérrez Carmelo Valencia Gabriel Fuentes Edwuin Cetre Didier Moreno |

| Principal  | Edilson Ariza     |
| Asistentes | Alejandro Gallego |
|            | John Gómez        |
| Cuarto     | Luis Trujillo     |

|  |                    |     |     |
|  | Tiros              | 11  | 12  |
|  | Tiros a puerta     | 4   | 2   |
|  | Faltas             | 13  | 21  |
|  | Saques de esquina  | 6   | 0   |
|  | Fueras de juego    | 1   | 2   |
|  | Posesión del balón | 63% | 37% |

| 13    | POR   | Eder Chaux         |  |
| 13    | DEF   | Daniel Quiñones    |  |
| 2     | DEF   | Marlon Torres      |  |
| 16    | DEF   | Juan Pablo Segovia |  |
| 3     | DEF   | Edwin Velasco      |  |
| 15    | MED   | Rafael Carrascal   |  |
| 19    | MED   | Luis Alejandro Paz |  |
| 4     | MED   | Carlos Sierra      |  |
| 7     | DEL   | Jhon Arias         |  |
| 20    | DEL   | Adrián Ramos       |  |
| 11    | DEL   | Duván Vergara      |  |
| D. T. | D. T. | Juan Cruz Real     |  |

| 1     | POR   | Sebastián Viera      |  |
| 17    | DEF   | Gabriel Fuentes      |  |
| 16    | DEF   | Germán Mera          |  |
| 24    | DEF   | Daniel Rosero        |  |
| 20    | DEF   | Marlon Piedrahíta    |  |
| 8     | MED   | Fredy Hinestroza 87' |  |
| 14    | MED   | Leonardo Pico        |  |
| 18    | MED   | Didier Moreno        |  |
| 10    | MED   | Luis González 90+3'  |  |
| 29    | DEL   | Teófilo Gutiérrez    |  |
| 9     | DEL   | Miguel Borja 70'     |  |
| D. T. | D. T. | Julio Comesaña       |  |

| 8  | DEL | Rodrigo Ureña    | 58 |
| 18 | DEL | Santiago Moreno  | 59 |
| 30 | DEF | Juan David Pérez | 89 |

| 19 | MED | Carmelo Valencia | 70   |
| 28 | MED | Edwuin Cetre     | 87   |
| 27 | DEL | Fabián Viáfara   | 90+3 |

| 4' 82' | Fredy Hinestroza 10' · Carmelo Valencia 82' | 2 |

| 53' · 59' · 83' · 90+2' · 90+7' | Fredy Hinestroza Teófilo Gutiérrez Carmelo Valencia Gabriel Fuentes Edwuin Cetre Didier Moreno |

| Principal  | Edilson Ariza     |
| Asistentes | Alejandro Gallego |
|            | John Gómez        |
| Cuarto     | Luis Trujillo     |

|  |                    |     |     |
|  | Tiros              | 11  | 12  |
|  | Tiros a puerta     | 4   | 2   |
|  | Faltas             | 13  | 21  |
|  | Saques de esquina  | 6   | 0   |
|  | Fueras de juego    | 1   | 2   |
|  | Posesión del balón | 63% | 37% |

|                                           |
| Bandera de Colombia                       |
| Campeón Junior de Barranquilla 2.º título |